# Viré
Viré é uma comuna francesa na região administrativa de Borgonha-Franco-Condado, no departamento Saône-et-Loire. Estende-se por uma área de 11,23 km². Em 2010 a comuna tinha 1 223 habitantes (densidade: 108,9 hab./km²).